# Cattleya caulescens
La Cattleya caulescens es una especie de orquídea litofita que pertenece al género de las Cattleya.  

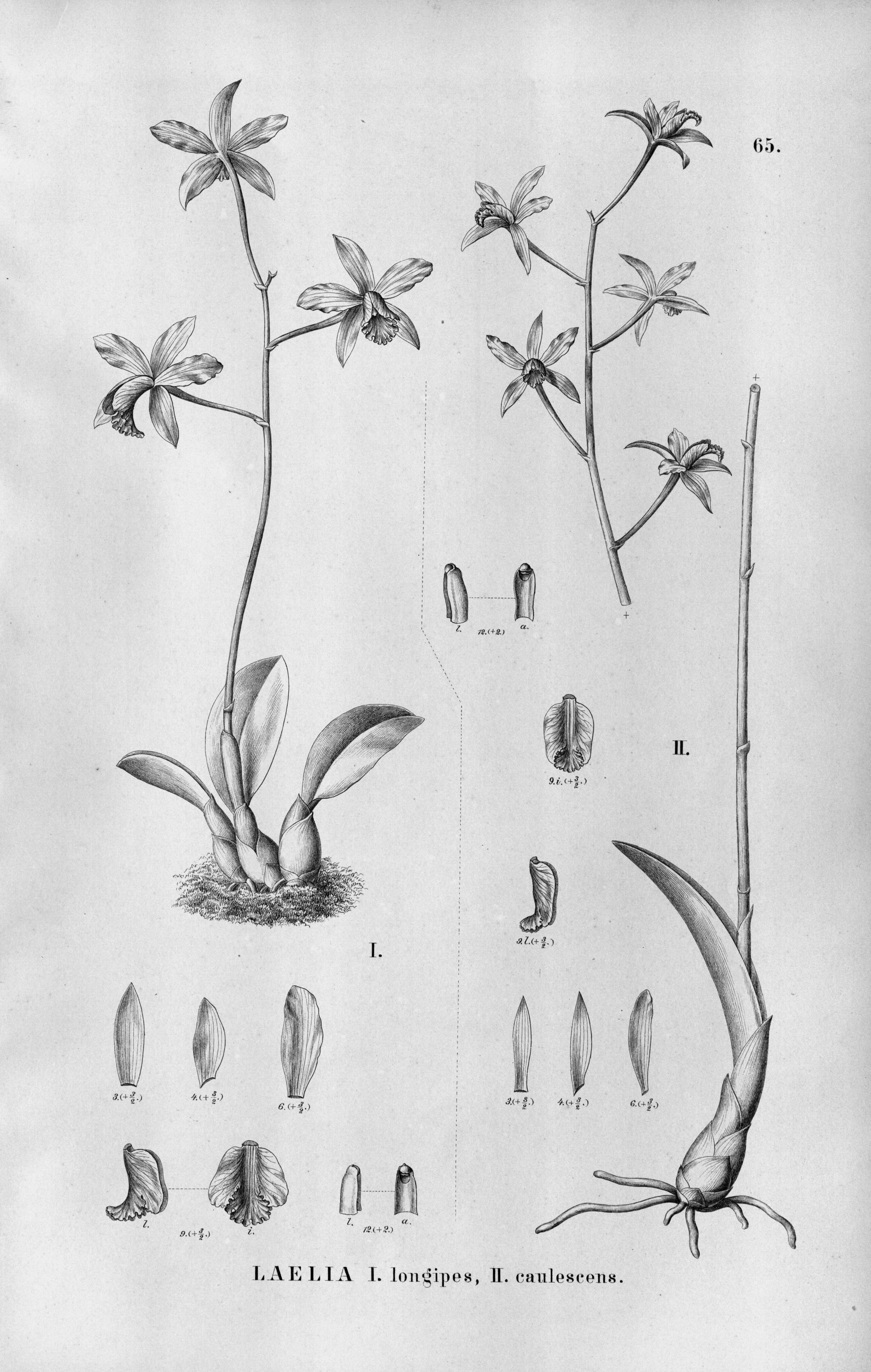
Ilustración

## Descripción
Es una orquídea de tamaño pequeño de hábitos crecientes de litofita con pseudobulbos cortos que llevan una sola hoja, apical, coriácea, cóncava. Florece en una inflorescencia con 2 a 5 flores  bien espaciadas hacia el ápice y que surgen desde mayo a septiembre en el hemisferio sur.

## Distribución
Es una especie nativa de Minas Gerais, Brasil, en elevaciones de 600 a 1200 metros que se encuentra en rocas expuestas y en la arena entre los arbustos enanos de Vellozia en laderas abiertas. 

## Taxonomía
Cattleya caulescens fue descrita por (Lindl.) Van den Berg   y publicado en Neodiversity: A Journal of Neotropical Biodiversity 3: 5. 2008.
Etimología
Cattleya: nombre genérico otorgado en honor de William Cattley orquideólogo aficionado inglés,
caulescens: epíteto latíno que significa "con tallo incompleto".
Sinonimia
- Bletia caulescens (Lindl.) Rchb.f.
- Bletia crispilabia (A.Rich. ex R.Warner) Rchb.f.
- Hoffmannseggella caulescens (Lindl.) H.G.Jones
- Hoffmannseggella crispilabia (A.Rich. ex R.Warner) H.G.Jones
- Laelia caulescens Lindl.
- Laelia cinnabarina var. crispilabia (A.Rich. ex R.Warner) A.H.Kent
- Laelia crispilabia A.Rich. ex R.Warner
- Laelia mantiqueirae Pabst ex Zappi
- Sophronitis caulescens (Lindl.) Van den Berg & M.W.Chase[1][5][6]